# SC Olhanense
Sporting Clube Olhanense je portugalský fotbalový klub z obce Olhão v regionu Algarve na jihu Portugalska. Byl založen v roce 1912 a své domácí zápasy hraje na Estádio José Arcanjo s kapacitou 10 000 míst.
Klubové barvy jsou červená a černá.
V sezóně 2013/14 klub obsadil 16. místo v portugalské první lize a sestoupil do druhé ligy.

## Úspěchy
- 1× vítěz Campeonato de Portugal (1923/24)[2]
- 1× finalista portugalského fotbalového poháru (1944/45)[3]
- 1× vítěz Segunda Ligy (2008/09)[4]